# 皇城蒙古族乡
皇城蒙古族乡是中华人民共和国青海省海北藏族自治州门源回族自治县下辖的一个民族乡。

## 行政区划
皇城蒙古族乡下辖以下村级行政区划单位：
马营村、东滩村、北山村和西滩村。